# 红额金翅雀

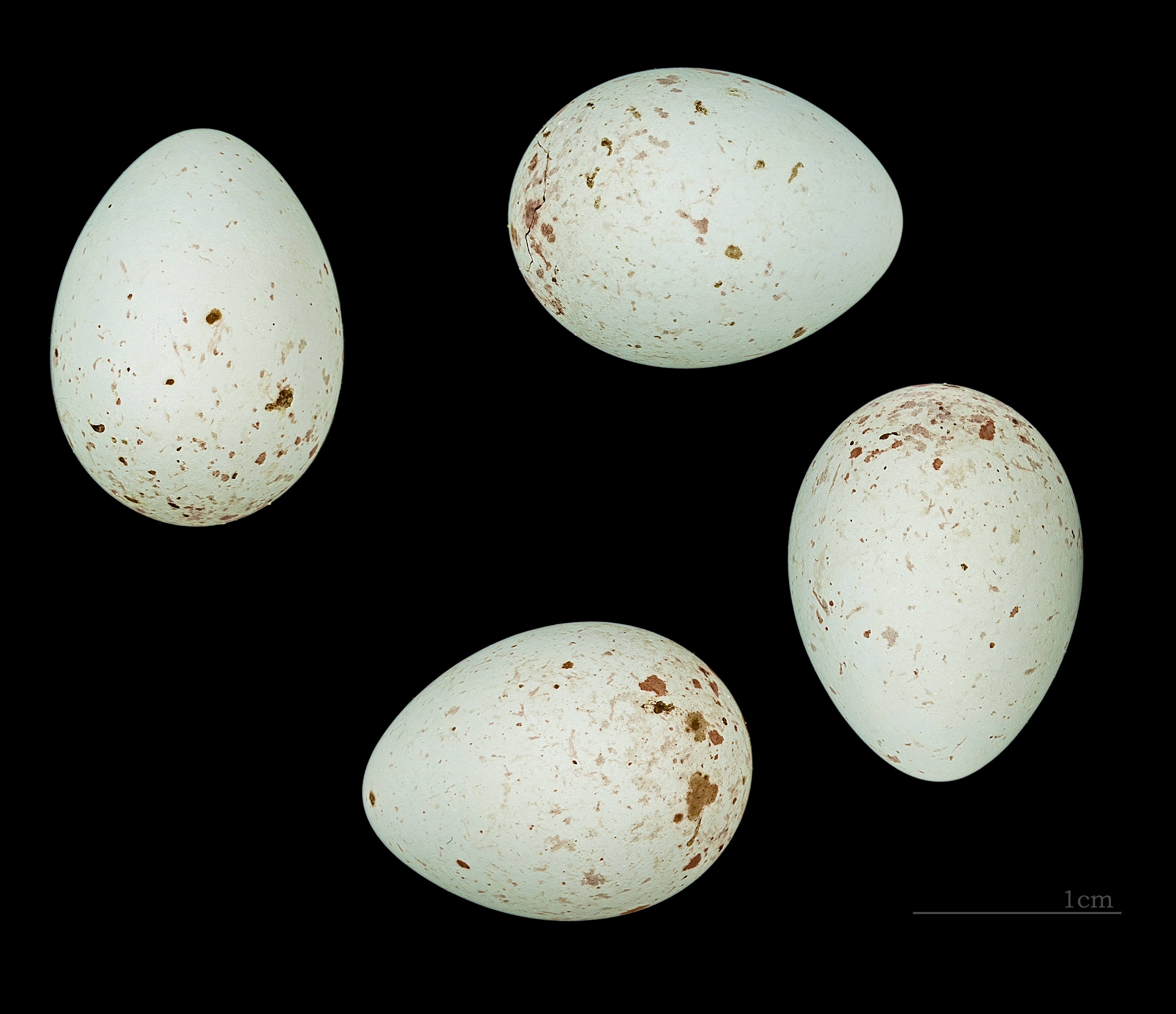
Carduelis carduelis carduelis

红额金翅雀（学名：Carduelis carduelis）为燕雀科金翅雀属的鸟类。分布于俄罗斯、阿富汗、伊朗、克什米尔、印度、欧洲大部以及中国大陆的天山等地，一般生活于沟谷杨木林、灌丛、溪边柳林、草原、农田、居民点、在新疆栖息于海拔1800-2500m间以及在西藏分布在海拔3000m以上。该物种的模式产地在喜马拉雅山。

## 亚种
- 红额金翅雀阿里亚种（学名：Carduelis carduelis caniceps）。分布于喜马拉雅西部克什米尔以及中国大陆的西藏等地。该物种的模式产地在喜马拉雅山。[3]
- 红额金翅雀新疆亚种（学名：Carduelis carduelis paropanisi）。分布于俄罗斯、伊朗、阿富汗、巴基斯坦以及中国大陆的新疆等地。该物种的模式产地在天山。[4]